# سوسماران راستین

سوسماران راستین (به لاتین: Lacertidae) نام یک تیره از راسته پولک‌داران است. این خانواده دربرگیرندۀ گروههایی از سوسماران مانند سوسمار (Lizard)، لاسرتا (Lacerta) و ارمیاس (Recerunner) است.